# Flexibel Pensioen en Uittreden
Flexibel Pensioen en Uittreden (FPU) was een Nederlandse prepensioenregeling voor werknemers in overheidsdienst en onderwijs. De regeling werd per 1 april 1997 ingevoerd. Hij verving de VUT-regeling voor overheidspersoneel.
De FPU-rechten bestonden uit een basisdeel gefinancierd door middel van het omslagstelsel en een opbouwdeel gefinancierd via het kapitaaldekkingsstelsel.
Voor wie geboren is na 1949 is de regeling met de Wet VPL afgeschaft; voor hen worden de opgebouwde FPU-rechten gebruikt voor verhoging van het ouderdomspensioen.
Een deelnemer geboren vóór 1950 kon kiezen te stoppen met werken (met FPU te gaan) tussen 55 en 65 jaar. Hij ontving dan tot de 65-jarige leeftijd een FPU-uitkering. Deze is hoger naarmate men later stopt met werken. Het maximum is het volledige loon. Als gevolg van het amendement Vendrik dat bij de behandeling van de Wet VPL is aangenomen kunnen mensen die met FPU gaan niet gebruikte FPU-rechten, niet alleen van het opbouwdeel maar ook van het basisdeel, in pensioen omzetten, maar alleen als zij vóór hun 65e stoppen. In de praktijk leidt dat ertoe dat velen stoppen bij 64 jaar en 11 maanden, omdat dit financieel gunstiger is dan om dat te doen op de leeftijd van 65 jaar of enkele maanden later. (Als men nog veel later uittreedt maakt het extra loon het verlies van de bonus goed.) De bonus wordt daarom wel 64.11 bonus genoemd.

## AOW-gat
De verhoging van de AOW-leeftijd veroorzaakt voor wie geboren is in 1948 of 1949 een AOW-gat van één tot drie maanden, zie AOW-gat bij VUT en prepensioen.
In sommige gevallen kan de aangekondigde overbruggingsregeling volgens het Deelakkoord begroting 2013 het AOW-gat overbruggen.